# Brachineura inconspicua
Brachineura inconspicua är en tvåvingeart som beskrevs av Fedotova 2004. Brachineura inconspicua ingår i släktet Brachineura och familjen gallmyggor. Inga underarter finns listade i Catalogue of Life.